# Sebastian Cernic
Sebastian Cernic (n. 6 mai 1982, Bacău, România) este un politician român, membru al Uniunii Salvați România (USR), care reprezintă județul Bacău în Senatul României. A fost ales senator în circumscripția electorală nr. 4 Bacău la data de 1 decembrie 2024 și validat în funcție pe 20 decembrie 2024, acesta aflându-se la cel de al doilea mandat.          

### Educație și carieră profesională
Sebastian Cernic a absolvit Facultatea de Economia Afacerilor, specializarea Marketing, la Universitatea „George Bacovia” din Bacău.
În plan profesional, a ocupat poziții de conducere în departamente de marketing și vânzări ale unor companii de renume din domeniul ospitalității și al bunurilor de larg consum (FMCG). De asemenea, a fost director zonal al unui important holding românesc ce include mărci cunoscute de beverages.
Sebastian Cernic vorbește fluent limbile engleză și italiană.

### Carieră politică
În cadrul Senatului României, Sebastian Cernic a deținut și deține următoarele funcții:
- Secretar al Comisiei pentru agricultură, industrie alimentară și dezvoltare rurală, în mandatul 2020-2024.
- Membru în Comisia pentru știință, inovare și tehnologie, în mandatul 2020-2024.
- Secretar al Grupului parlamentar de prietenie cu Republica Federativă a Braziliei, începând cu 11 mai 2021.
- Membru al Grupului parlamentar de prietenie cu Tunisia, începând cu 11 mai 2021.
- Vicelider al Grupului parlamentar USR, în perioada primului mandat al său.
- Secretar în cadrul Biroului permanent, începând cu 25 iunie 2024.
- Președinte al Comisiei pentru agricultură, industrie alimentară și dezvoltare rurală, începând cu 21 decembrie 2024.
- Membru al Comisiei pentru ape, păduri, pescuit și fond cinegetic, din 21 decembrie 2024.
- Membru al Adunării Parlamentare a Mediteranei (APM), din 17.02.2021.

### Activitate legislativă
Sebastian Cernic a avut o activitate parlamentară notabilă, cel mai important proiect legislativ fiind:
- Propunerea legislativă pentru eliminarea sălilor de jocuri de noroc (păcănele) de pe raza apropiată unităților școlare.